# Magnolia virginiana
Magnolia virginiana là một loài thực vật có hoa trong họ Magnoliaceae. Loài này được L. mô tả khoa học đầu tiên năm 1753.

## Hình ảnh

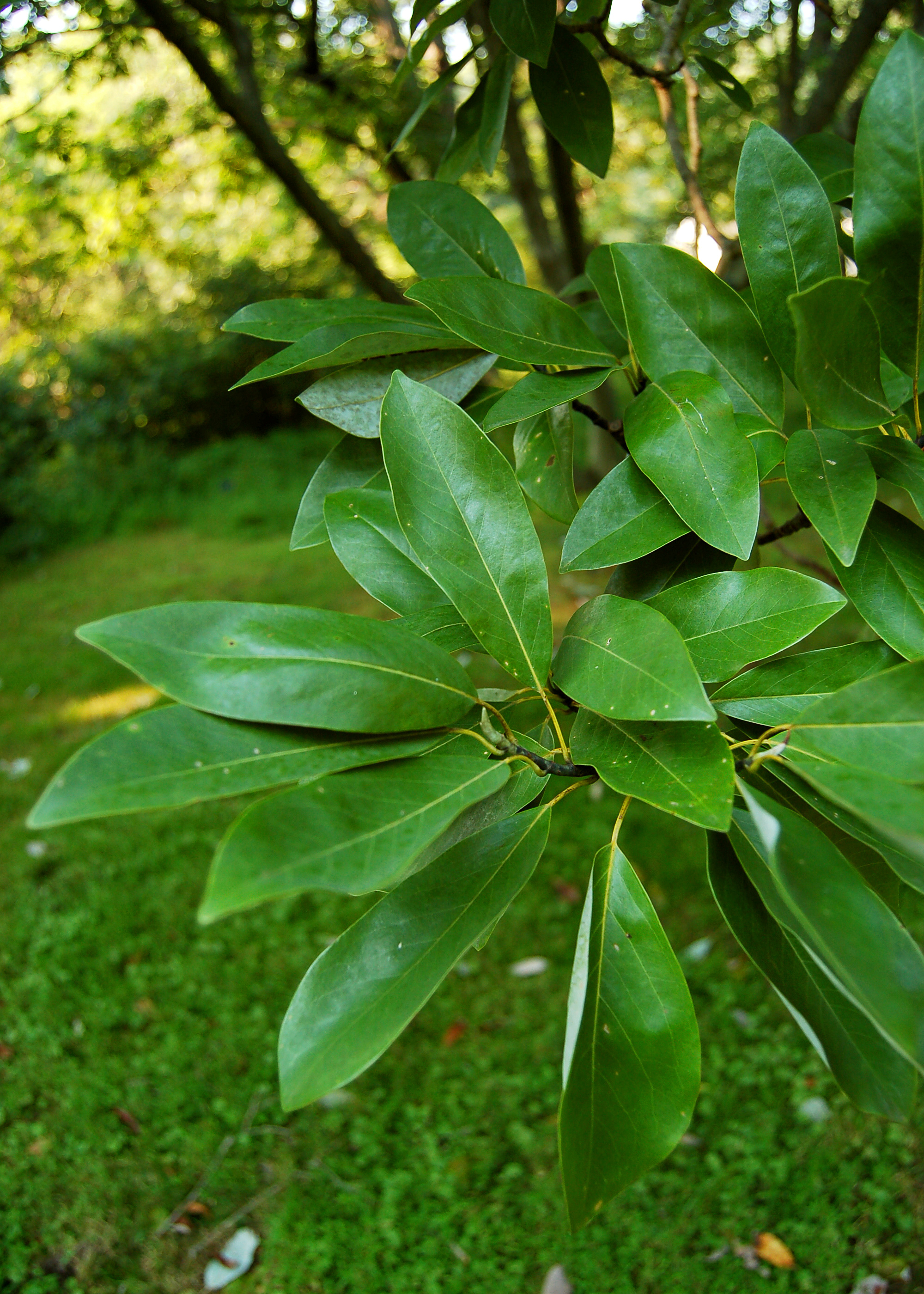
Lá
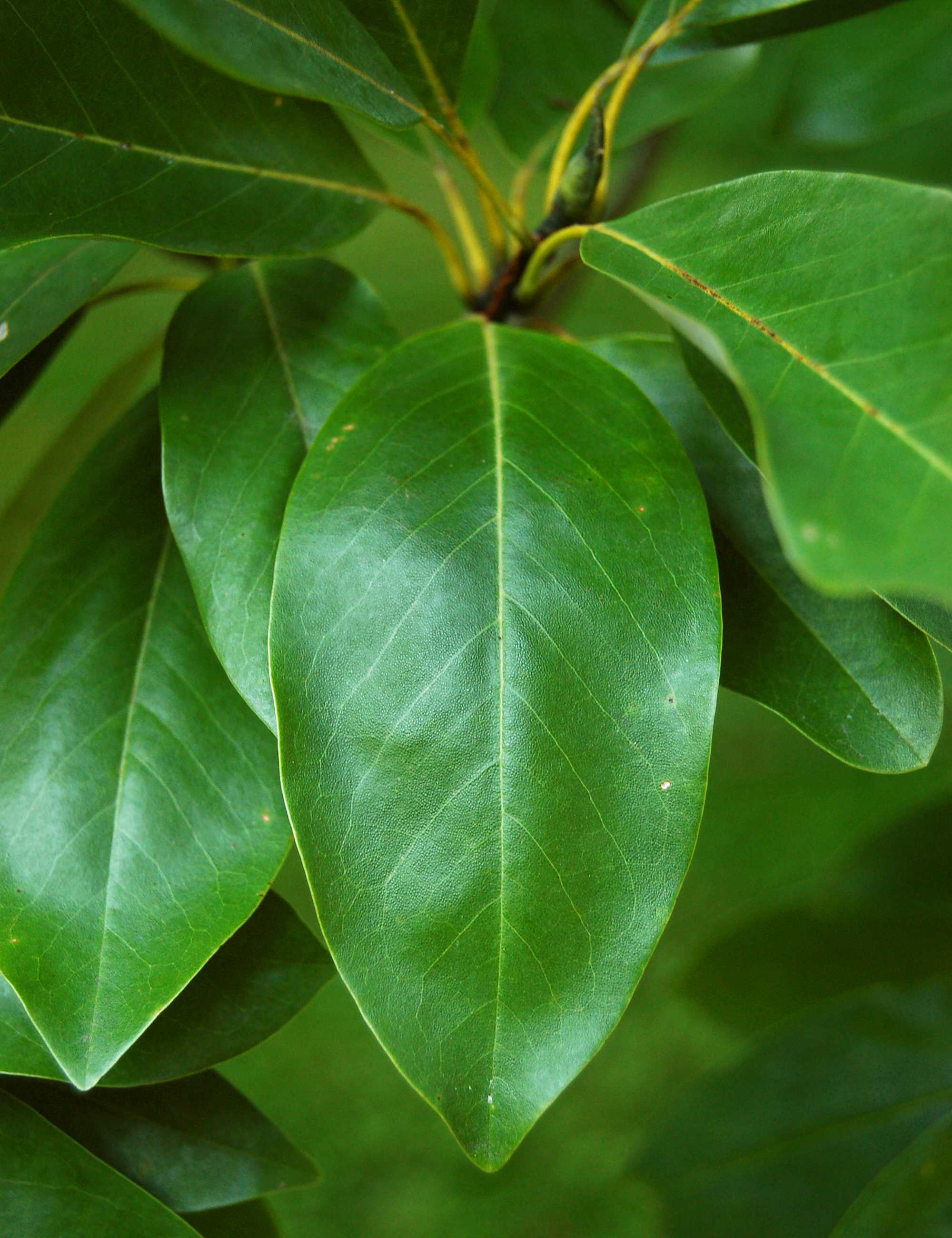
Cận ảnh lá
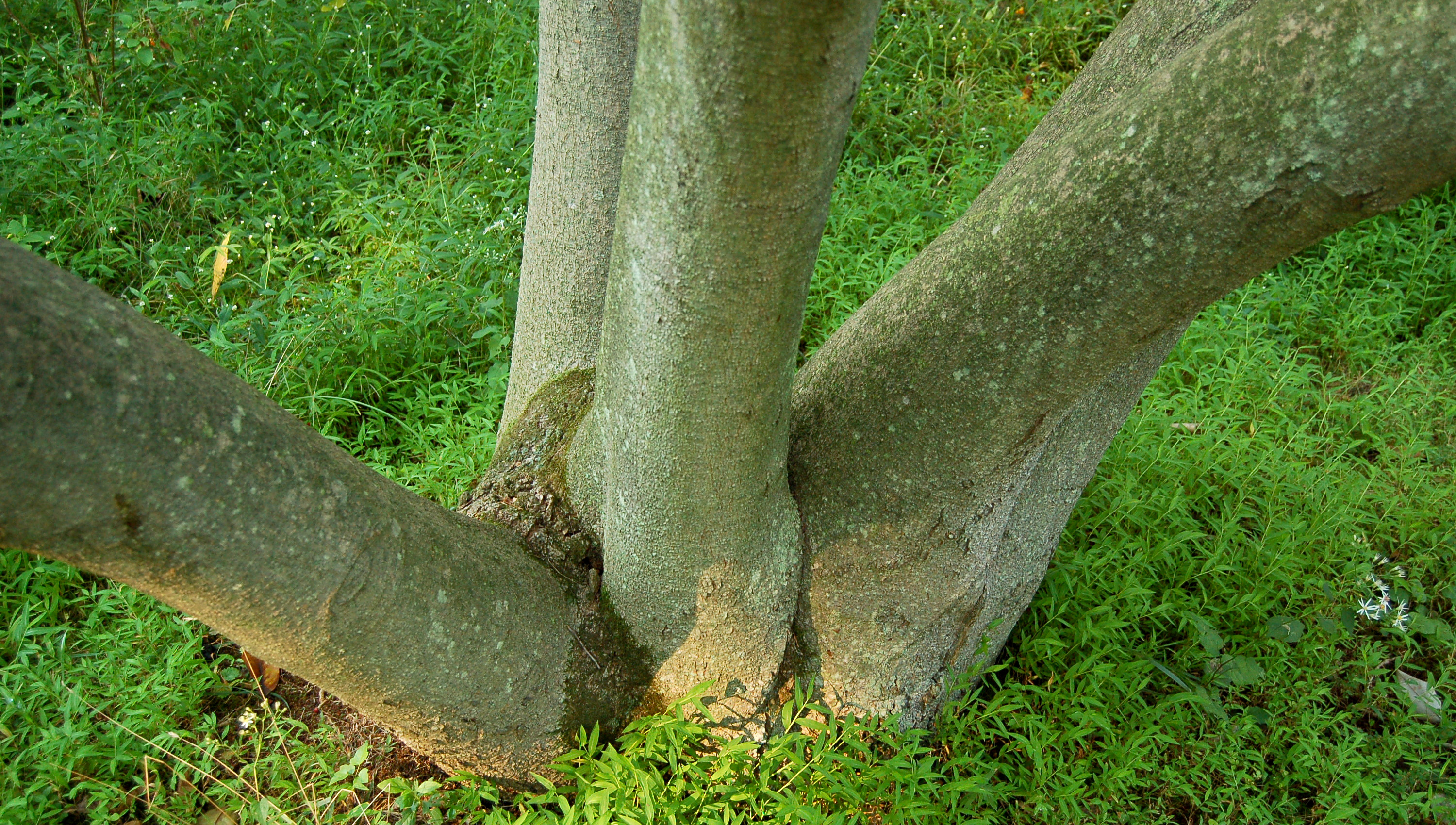
thân cây của cây
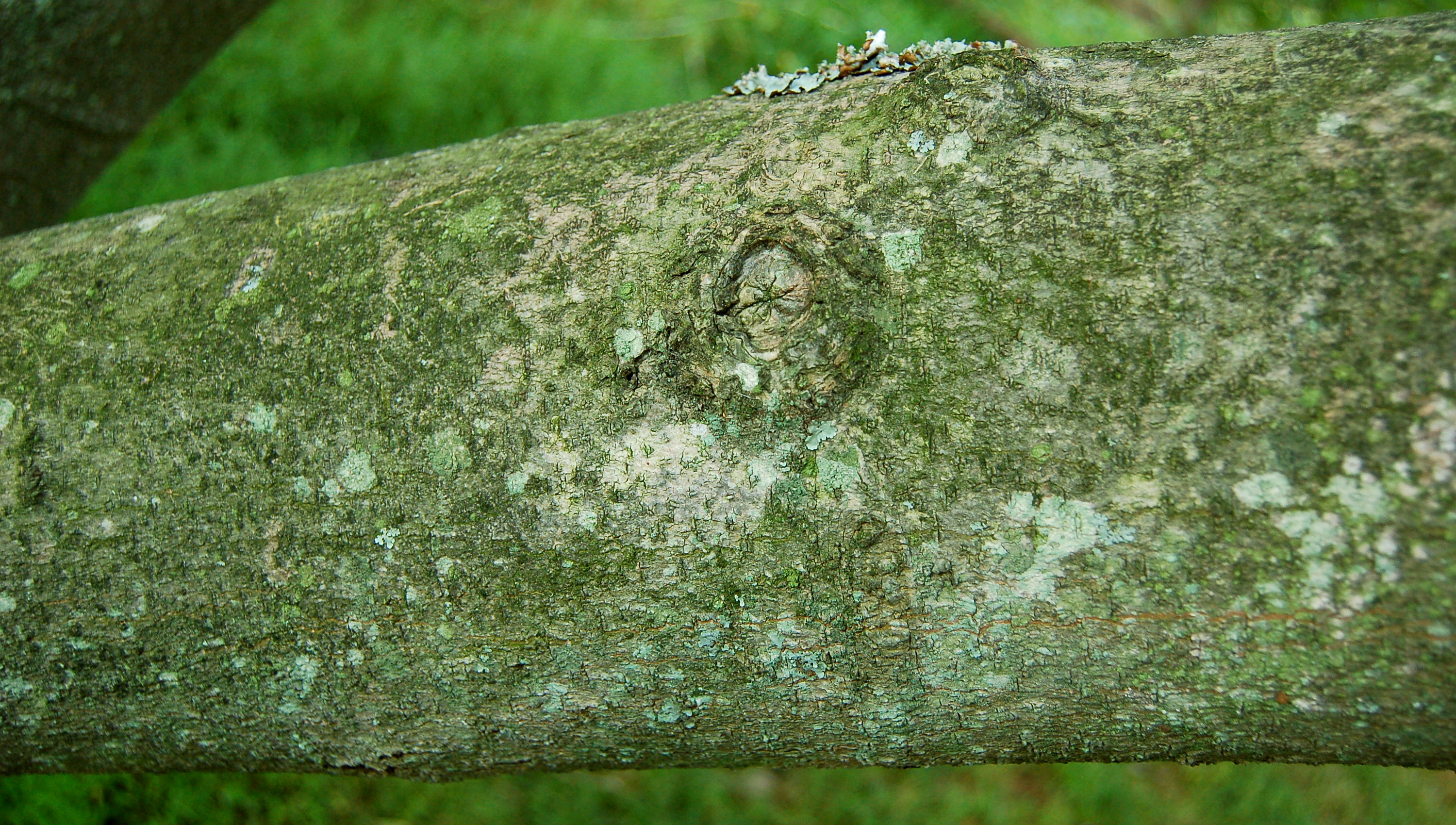
Cận ảnh vỏ cây
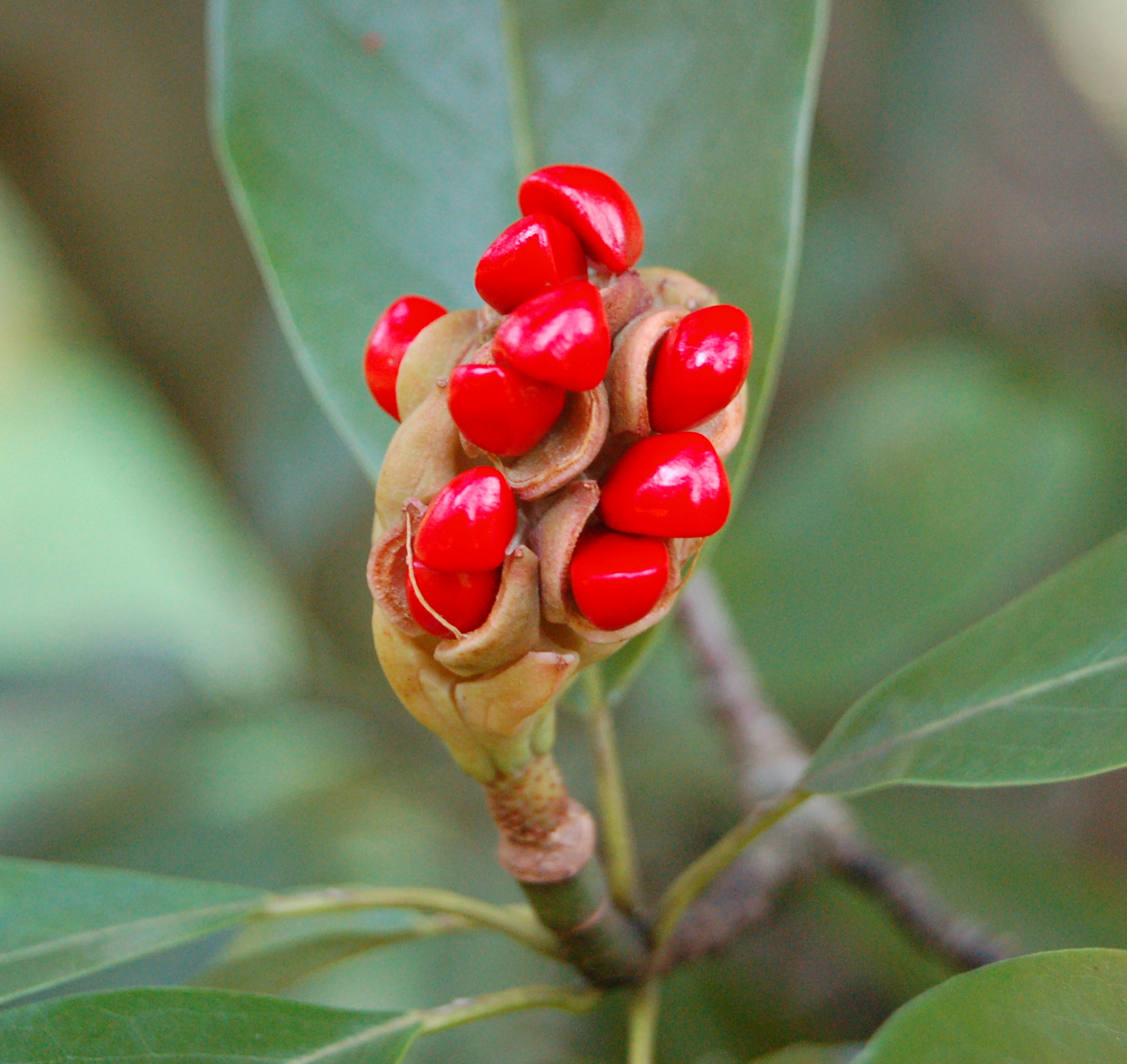
trái mới nhú
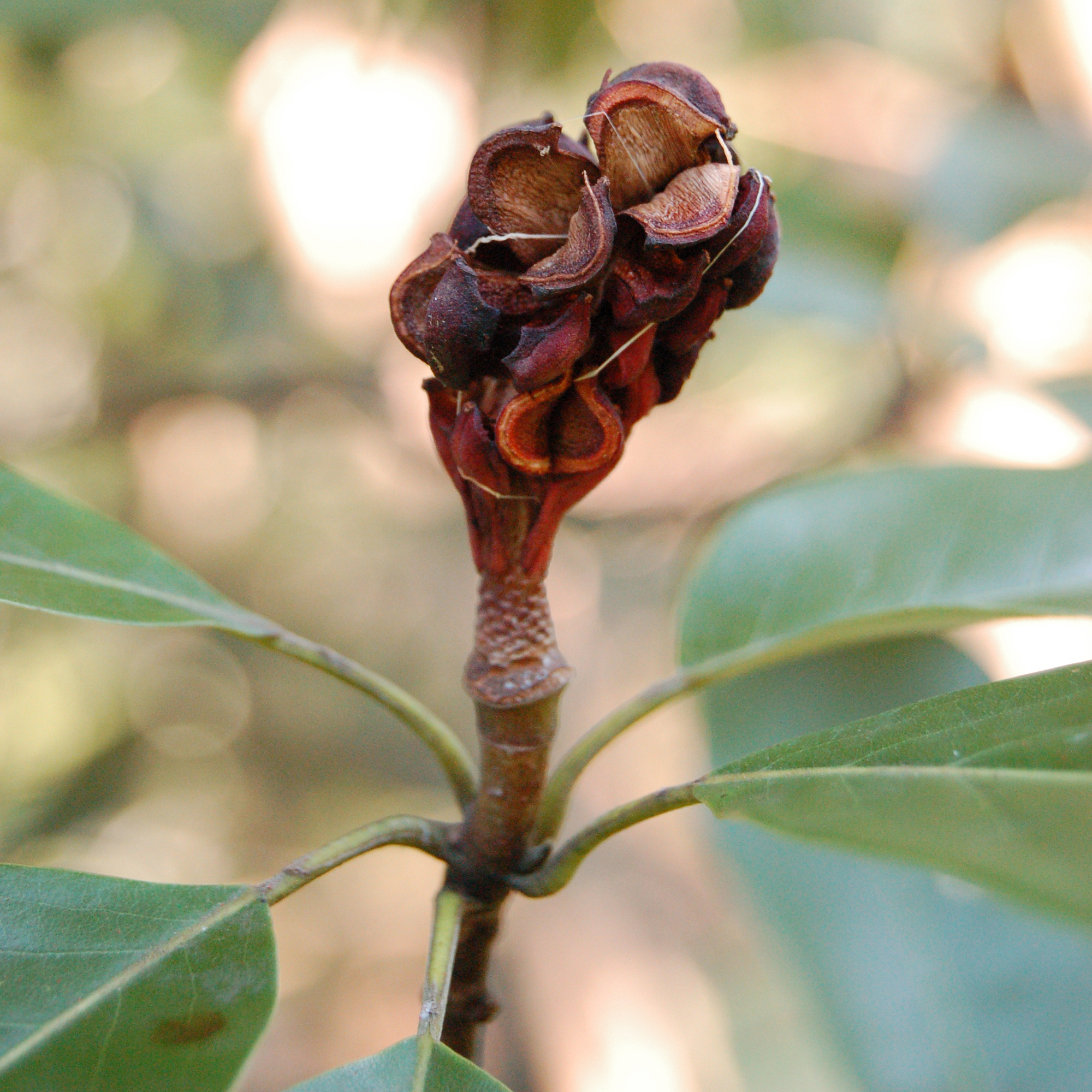
trái khô
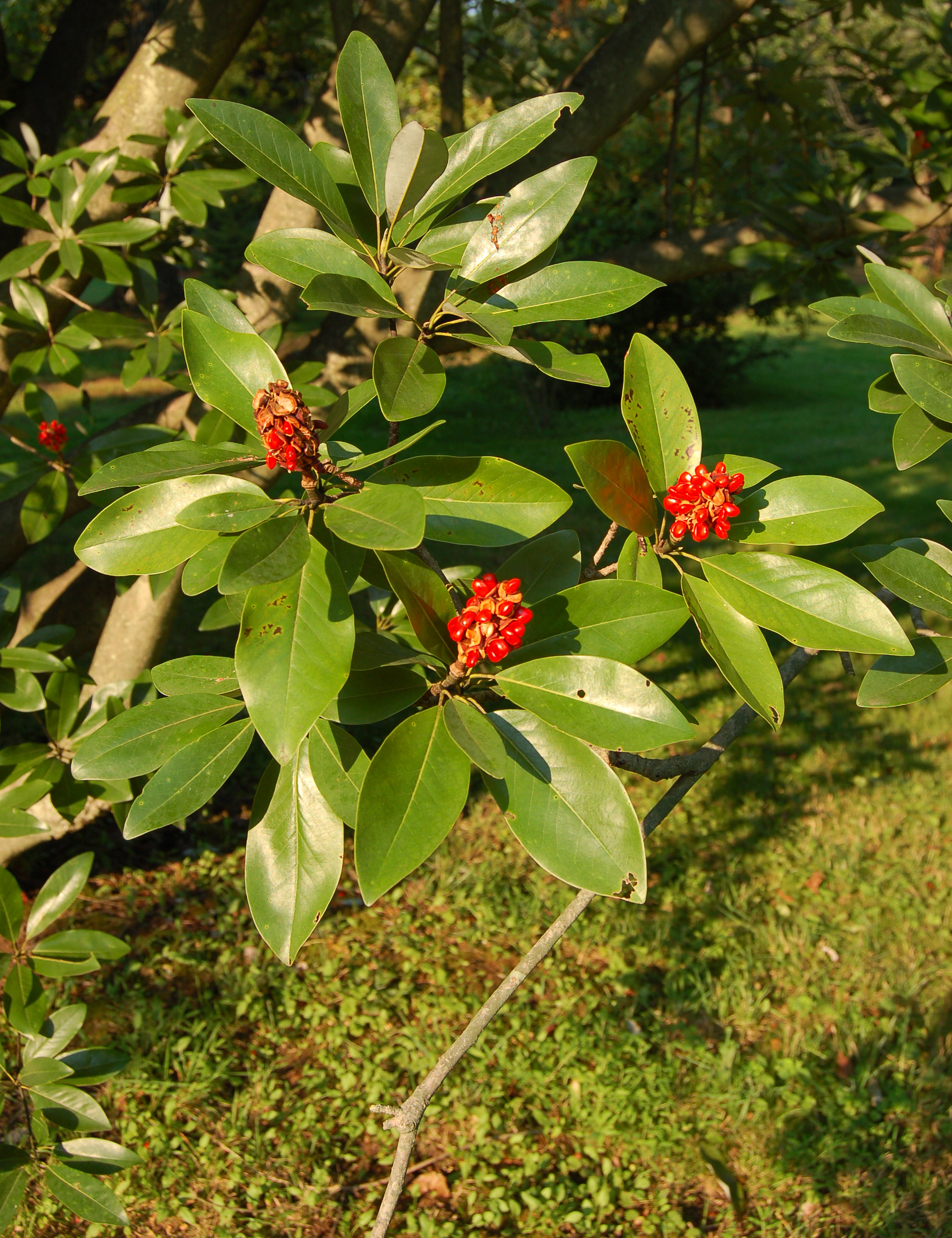
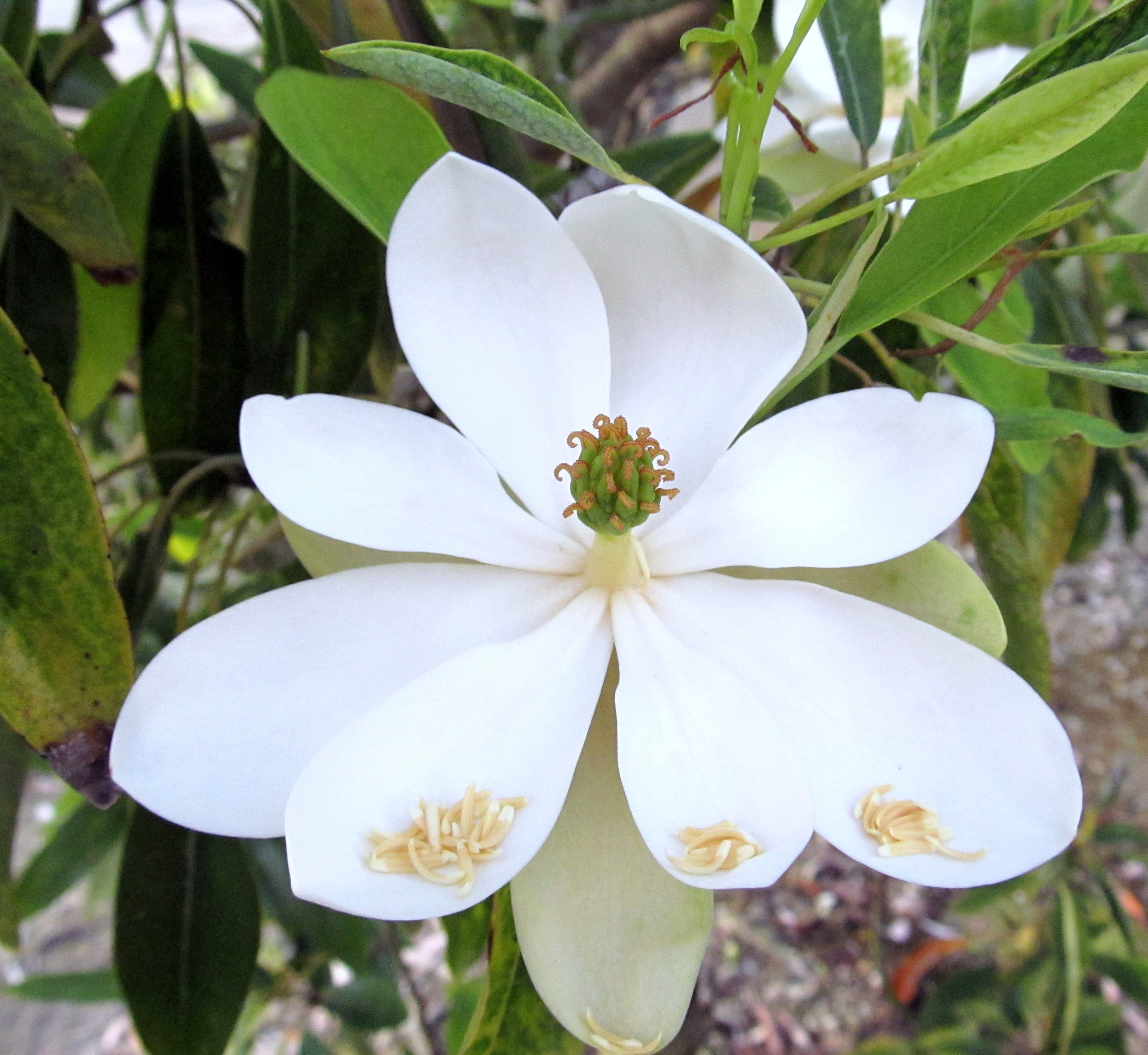
hoa